# Huascarodexia pulchra
Huascarodexia pulchra är en tvåvingeart som beskrevs av Townsend 1919. Huascarodexia pulchra ingår i släktet Huascarodexia och familjen parasitflugor.
Artens utbredningsområde är Peru. Inga underarter finns listade i Catalogue of Life.